# Pachycnema murina
Pachycnema murina är en skalbaggsart som beskrevs av Hermann Burmeister 1844. Pachycnema murina ingår i släktet Pachycnema och familjen Melolonthidae. Inga underarter finns listade i Catalogue of Life.